# Wirtschaftsplan
Wirtschaftspläne sind für Landesbetriebe und Regiebetriebe die Bewirtschaftungsgrundlage, wenn diese nicht nach den Einnahmen und Ausgaben eines Haushaltsplans (Kameralistik) wirtschaften.
Für die Landesbetriebe ist der Wirtschaftsplan in den jeweiligen Landeshaushaltsordnungen der Bundesländer und in zugehörigen Verwaltungsvorschriften definiert. Der Stand der Verwaltungsvorschriften ist derzeit in den Ländern noch sehr unterschiedlich. Einheitlich geregelt ist, dass der Wirtschaftsplan aus
- dem Erfolgsplan und
- dem Finanzplan

besteht. Teilweise ist noch geregelt, dass ein Lagebericht zu erstellen ist, der sich im Übrigen auch aus den Vorschriften des Handelsgesetzbuches (HGB) ergibt.
Der Wirtschaftsplan ist zunächst als Planungsinstrument zu sehen, dessen Ergebnis in den jeweiligen Haushalt übernommen wird. In diesem sind dann nicht mehr die einzelnen Haushaltspositionen (Titel) veranschlagt, sondern der Zuführungs- oder Annahmebetrag, der sich aus dem Wirtschaftsplan des Betriebes ergibt. Die Wirtschaftspläne sind in der Regel Bestandteil des Haushaltsplans und erlangen auf Länderebene mit dem Beschluss des Haushalts Gesetzeskraft.
Nach Abschluss des Wirtschaftsjahres sind die Betriebe aufgefordert, neben dem HGB-üblichen Jahresabschluss auch einen Plan-Ist-Vergleich des Wirtschaftsplans vorzulegen.

## Der Erfolgsplan
Der Erfolgsplan ist wie die Gewinn- und Verlustrechnung (GuV) zu gliedern. Er enthält somit alle (geplanten) Aufwendungen und Erträge des Betriebs. Dabei treten jedoch bereits die ersten Probleme auf, da in der Gewinn- und Verlustrechnung nach den Vorschriften des HGB Positionen enthalten sind, die in der Kameralistik des Haushalts nicht vorgesehen sind. Dazu gehören Abschreibungen, Wertberichtigungen und Abgrenzungspositionen.

## Der Finanzplan
Der Finanzplan zeigt die Investitionen und weitere Positionen des Kapitalbedarfs sowie die zur Verfügung stehenden Deckungsmittel. Damit hat der Finanzplan Ähnlichkeit mit einer Bilanz (als Bewegungsbilanz des Wirtschaftsjahres), ohne jedoch deren Vollständigkeit aufzuweisen.
Der Wunsch, eine durchgängige Übereinstimmung zwischen Wirtschaftsplan und GuV bzw. Bilanz zu schaffen, hat vereinzelt (z. B. Niedersachsen) dazu geführt, den Finanzplan auf alle Positionen einer Bilanz auszuweiten, in einer Überleitungsrechnung die Positionen der GuV abzusetzen, die keinen Mittelfluss bewirken. Dies sind
- Erträge des Erfolgsplans, die nicht zu Einnahmen führen (z. B. aktivierte Eigenleistungen)
- Aufwendungen des Erfolgsplans, die nicht zu Ausgaben führen (z. B. Abschreibungen)

## Wirtschaftsplan nach Wohnungseigentumsgesetz
siehe Wirtschaftsplan (WEG)